# Paus Soter
Soter(us) (Fondi, geboortedatum onbekend - Rome, ca. 170/177) was de twaalfde paus van de Katholieke Kerk. Hij staat ook wel bekend als de 'paus van de liefdadigheid'. Hij komt uit Fondi, in Campanië. Er zijn enkele brieffragmenten van hem bewaard gebleven, die gaan over de montanisten. Een andere beslissing van paus Soter is dat het huwelijk door een priester ingezegend moet worden om geldig te zijn. Hij is ook verantwoordelijk voor het jaarlijks in Rome vieren van Pasen, iets waar zijn voorganger Anicetus al een begin mee gemaakt had.
Soter is de marteldood gestorven, wat hem tot heilige maakt. Zijn feestdag is 22 april. Zijn naam betekent "redder", "verlosser" of "heiland".
Cursief: tegenpaus